# Họ Chồn hôi
Họ Chồn hôi (Mephitidae) là một họ động vật có vú trong Bộ Ăn thịt gồm chồn hôi và lửng hôi. Chúng được biến đến nhờ sự phát triển về các tuyến mùi hậu môn của chúng, được sử dụng để ngăn chặn và chống lại các động vật chúng xem là mối đe dọa cho chúng. Họ này được Bonaparte miêu tả năm 1845.
Có 12 loài còn sinh tồn trong 4 chi: Conepatus (chồn hôi mũi lợn, 4 loài); Mephitis (chồn hôi đội mũ và chồn hôi sọc, 2 loài); Mydaus (lửng hôi, 2 loài), và Spilogale (chồn hôi đốm, 4 loài). Hai loài lửng hôi trong chi Mydaus sinh sống ở Indonesia và Philippines; các thành viên khác sinh sống ở châu Mỹ, từ Canada đến miền trung Nam Mỹ. Tất cả các thành viên khác trong Họ Chồn hôi đã bị tuyệt chủng, chỉ được biết đến qua hóa thạch, bao gồm cả những loài đến từ lục địa Á-Âu.
Chồn hôi trước đây được phân loại là một phân họ của Họ Chồn (Mustelidae); tuy nhiên, những bằng chứng di truyền gần đây đã tách chúng thành một họ riêng biệt. Tương tự, lửng hôi từng được phân loại cùng với lửng, nhưng bằng chứng di truyền cho thấy chúng có chung tổ tiên gần đây hơn với chồn hôi, vì vậy chúng hiện nay được đưa vào Họ Chồn hôi.

## Phân loại
Phân loại của họ này gồm:
- Họ Mephitidae
  - Chi: Conepatus
    - Conepatus chinga (chồn hôi mũi lợn Molina)
    - Conepatus humboldtii (chồn hôi mũi lợn Humboldt)
    - Conepatus leuconotus (chồn hôi mũi lợn Trung Mỹ)
    - Conepatus semistriatus (chồn hôi sọc mũi lợn)

  - Chi: Mephitis
    - Mephitis macroura (chồn hôi đội mũ)
    - Mephitis mephitis (chồn hôi sọc)

  - Chi: Mydaus
    - Mydaus javanensis (lửng hôi Sunda)
    - Mydaus marchei (lửng hôi đảo Palawan)

  - Chi: Spilogale
    - Spilogale angustifrons (chồn hôi đốm Trung Mỹ)
    - Spilogale gracilis (chồn hôi đốm miền tây)
    - Spilogale putorius (chồn hôi đốm miền đông)
    - Spilogale pygmaea (chồn hôi đốm lùn)

## Hình ảnh

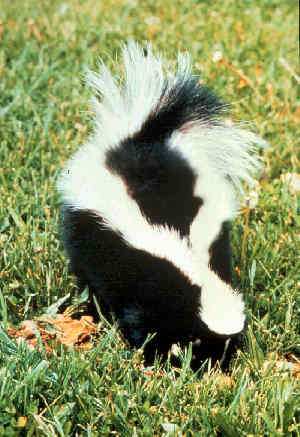
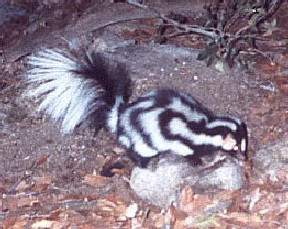